# Stanisław Komornicki

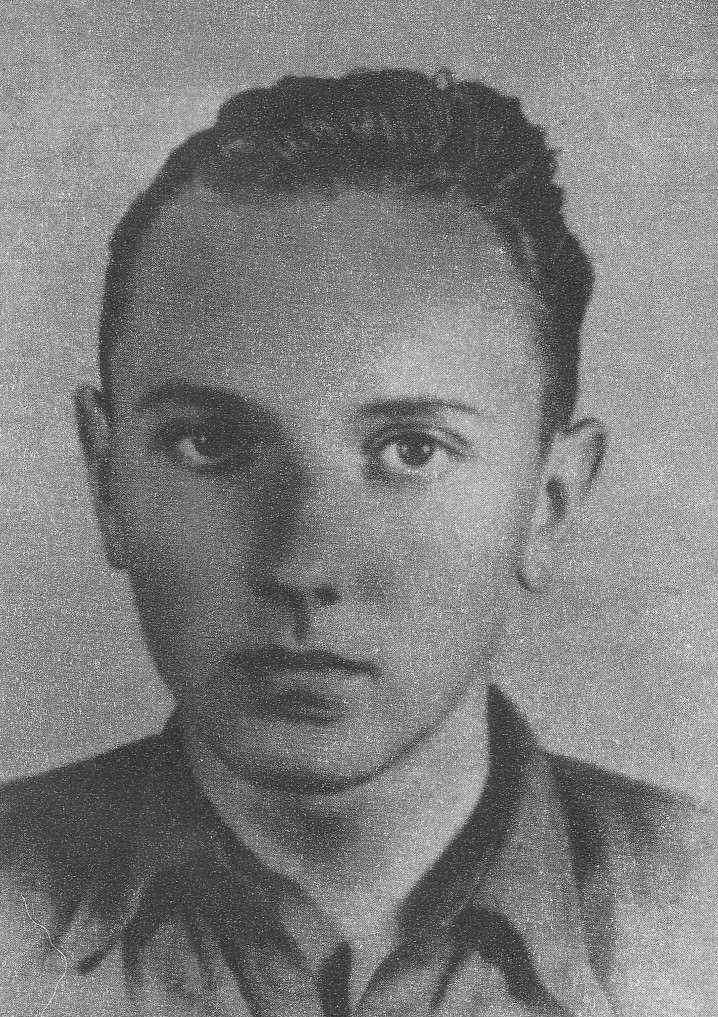
Kpr. pchor. Stanisław Komornicki

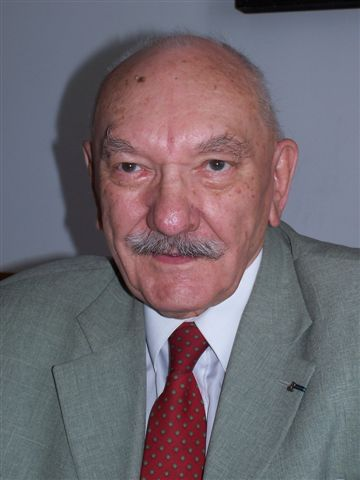
Gen. Stanisław Komornicki, Warszawa 4 czerwca 2008

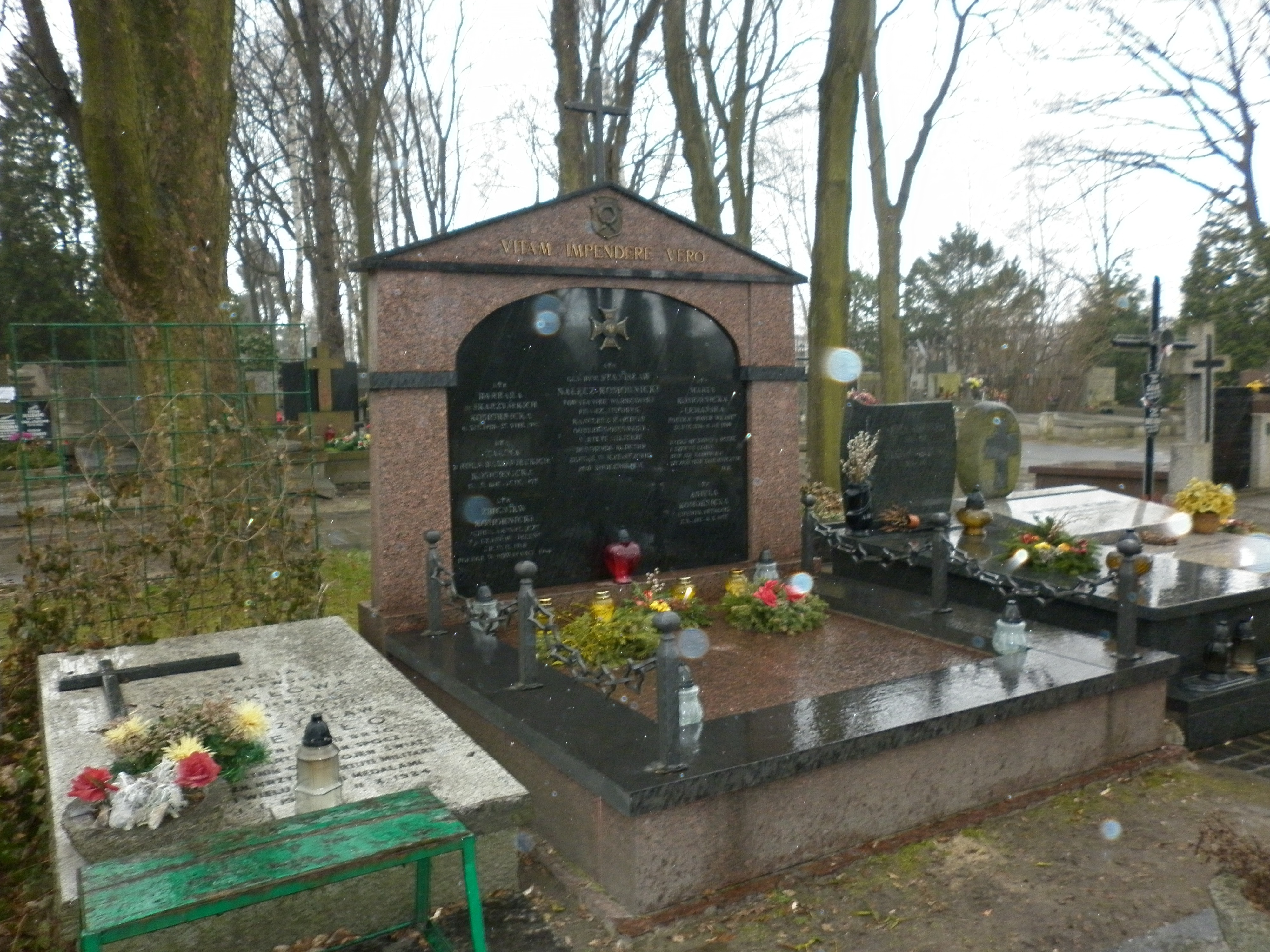
Grobowiec Stanisława Komornickiego na cmentarzu Wojskowym na Powązkach

Stanisław Komornicki, ps. „Nałęcz” (ur. 26 lipca 1924 w Warszawie, zm. 10 kwietnia 2010 w Smoleńsku) – generał brygady Wojska Polskiego, żołnierz Armii Krajowej, historyk wojskowości i autor pamiętników. Zginął w katastrofie smoleńskiej.

## Życiorys
Urodził się w Warszawie, w rodzinie szlacheckiej pieczętującej się herbem Nałęcz. Syn Franciszka i Jadwigi Haliny z Rakowieckich h. Rola. Był wnukiem powstańca styczniowego oraz bratankiem młodopolskiej poetki i pisarki Marii Komornickiej.
Uczył się w Prywatnej Koedukacyjnej Szkole Powszechnej „Rodziny Wojskowej” przy ul. Czarnieckiego na Żoliborzu, a następnie w Gimnazjum księcia Poniatowskiego. We wrześniu 1939 jako harcerz 71 Warszawskiej Drużyny Harcerskiej brał udział w obronie Warszawy w ramach służb pomocniczych. W latach 1939–40 uczeń tajnych kompletów. Od lutego 1940 był harcerzem w Szarych Szeregach, zorganizowanych z harcerzy 14 i 71 Warszawskiej Drużyny Harcerskiej przez Ludwika Bergera „Hardy”. W 1941 ukończył pierwszy kurs okupacyjny, Bojowych Szkół, kurs podoficerski, otrzymując stopień starszego strzelca. Ze struktur starszoharcerskich powstał oddział „Fabryka”, z którego powstał batalion „Baszta”. Komornicki nie przeszedł do tych oddziałów z uwagi na młody wiek. W pozostałych na Żoliborzu strukturach Szarych Szeregów, przewagę uzyskali harcerze z „Hufców Polskich”, co spowodowało przyłączenie ich do Narodowej Organizacji Wojskowej. Komornicki jak sam twierdził nie należał do struktur Stronnictwa Narodowego. Jako żołnierz NOW ukończył szkołę podchorążych w stopniu kaprala podchorążego, pod pseudonimem Nałęcz.
Był żołnierzem 2 plutonu kompanii „Aniela” batalionu „Antoni” NOW. Pluton miał się zgromadzić 1 sierpnia 1944 przy Kanonii. Pomimo zgłoszenia się na zbiórkę, część plutonu została rozproszona, zaś Komornicki wraz kpr. pchor. Mieczysławem Teisseyre ps. „Teść” przyłączyli się do 2 plutonu 104 kompanii syndykalistów.
Jako dowódca drużyny, a następnie od 27 sierpnia dowódca II plutonu walczył w 104 kompanii syndykalistów, w zgrupowaniu „Róg“ na Starym Mieście. Brał udział w walkach o Państwową Wytwórnię Papierów Wartościowych, o katedrę, Dom Profesorów przy ul. Brzozowej 12. W trakcie walk został ranny odłamkami granatu. Rano 2 września wraz z resztami kompanii (33 żołnierzy) przeszedł do Śródmieścia. Po przejściu został wraz z oddziałem włączony w skład Grupy „Powiśle” walcząc przy ul Foksal. Po upadku Powiśla przeszedł z oddziałem na Czerniaków wchodząc w skład batalionu „Tum” Zgrupowania „Kryska”. W nocy z 14 na 15 września na rozkaz mjr. „Bicza” przedostał się na drugi brzeg Wisły i powrócił z desantem 9 pułku piechoty. Ponownie przepłynął Wisłę tuż przed upadkiem Czerniakowa.

„Za działania bojowe w okrążeniu na Starym Mieście, osłonę odwrotu powstańców kanałami do Śródmieścia i obronę barykady na Foksal, podchorąży „Nałęcz” - jako dowódca plutonu został odznaczony Krzyżem Srebrnym Orderu Virtuti Militari i dwukrotnie Krzyżem Walecznych, żołnierze plutonu Krzyżami Walecznych”.

Od jesieni 1944 żołnierz 1 Armii Wojska Polskiego, gdzie zgłosił się na ochotnika pod fałszywym nazwiskiem „Stanisław Nałęcz” po apelu ppłk. Antoniego Żurowskiego „Papież”, komendanta Obwodu Praga AK. Od października 1944 do stycznia 1945 słuchacz Oficerskiej Szkoły Piechoty w Mińsku Mazowieckim. Od stycznia 1945 w stopniu chorążego zastępca dowódcy, a następnie dowódca kompanii moździerzy II batalionu 14 pułku piechoty, walczył m.in. w bitwie o Kołobrzeg. Od lipca 1945 był dowódcą III batalionu pułku. Na przełomie lat 40./50. był szefem sztabu 26 pułku piechoty w Sanoku.
Po wojnie studiował na Wydziale Historii Uniwersytetu Warszawskiego. W 1958 ukończył Akademię Sztabu Generalnego, zaś od 1959 był kierownikiem Zakładu I Historii Ludowego Wojska Polskiego Wojskowego Instytutu Historycznego. W 1975 usunięty z wojska w stopniu ppłk. dypl. za działalność publicystyczną dotyczącą Armii Krajowej.
W latach 1979–1990 członek Rady Naczelnej ZBoWiD. Od 1981 był przewodniczącym środowiska „Róg”.
Od 21 czerwca 1993 był kanclerzem Orderu Wojennego Virtuti Militari. Ostatni raz powołany na IV kadencję 26-go września 2008. W 1995 roku mianowany generałem brygady w stanie spoczynku. Mieszkał w Warszawie. Ojciec Tomasza Komornickiego.
Zginął w katastrofie polskiego samolotu Tu-154M w Smoleńsku 10 kwietnia 2010 w drodze na obchody 70. rocznicy zbrodni katyńskiej. 15 kwietnia 2010 roku Marszałek Sejmu wykonujący obowiązki Prezydenta RP, Bronisław Komorowski mianował go pośmiertnie na stopień generała dywizji. 24 kwietnia został pochowany na cmentarzu Wojskowym na Powązkach (kwatera B20-7-22/23).

## Publikacje
- Wojsko Polskie. Krótki informator historyczny o Wojsku Polskim w latach II wojny światowej, tom 1, Regularne jednostki ludowego Wojska Polskiego. Formowanie, działania bojowe, organizacja, uzbrojenie, metryki jednostek piechoty, Wydawnictwo Ministerstwa Obrony Narodowej, wyd. I, Warszawa 1962, wyd. II, Warszawa 1968,
- Na barykadach Warszawy (przedmowa Zbigniew Załuski; Wydawnictwo Ministerstwa Obrony Narodowej 1964 (2 wydania), wyd. 5: 1973, 1981, ISBN 83-11-06658-2; wydanie pt.: Na barykadach Warszawy. Pamiętnik podchorążego „Nałęcza”: Oficyna Wydawnicza „Rytm” 2003, ISBN 83-7399-005-4)
- 63 dni (Wydawnictwo Ministerstwa Obrony Narodowej 1965; seria: „Biblioteka Żółtego Tygrysa”)
- „Z” jak Zitadelle. Polacy w szturmie Berlina (Wydawnictwo Ministerstwa Obrony Narodowej 1967; przekład francuski: Les Polonais a l'assaut de Berlin; przekł. Danuta Widomska, ilustr. Tadeusz Słupski; L'Association des combattants pour la liberté et la démocratie, L'Institut historique militaire; Éditions du Ministere de la Défense Nationale 1967)
- Kołobrzeg: marzec 1945 (Wydawnictwo Ministerstwa Obrony Narodowej 1970, seria: „Żołnierski Los i Bitewne Drogi – Ludowej Ojczyźnie”, nr 13; Wydawnictwo Ministerstwa Obrony Narodowej 1973, seria: „Bitwy, Kampanie, Dowódcy”, nr 10)
- Polacy w szturmie Berlina 1945 (Wydawnictwo Ministerstwa Obrony Narodowej 1971; seria: „Bitwy, Kampanie, Dowódcy”)
- Trzy pióra i inne opowiadania (Państwowy Instytut Wydawniczy 1978)
- Berlin – 1945 (Rada Ochrony Pomników Walki i Męczeństwa – Sport i Turystyka 1979, ISBN 83-217-2217-2)
- Wojsko Polskie. Krótki informator historyczny o Wojsku Polskim w latach II wojny światowej, tom 3, Regularne jednostki ludowego Wojska Polskiego. Formowanie, działania bojowe, organizacja, uzbrojenie, metryki jednostek kawalerii, wojsk pancernych i zmotoryzowanych, Wydawnictwo Ministerstwa Obrony Narodowej, Warszawa 1987,
- Wojsko Polskie 1939–1945: barwa i broń (współautor; rys. Adam Jońca; Interpress 1984, ISBN 83-223-2055-8; 1990, ISBN 83-223-2550-9)
- W pułapce losu. Pamiętnik podchorążego Nałęcza ciąg dalszy (Oficyna Wydawnicza „Rytm” 2003, ISBN 83-7399-010-0)

## Opracowania i prace redakcyjne
- Jan Gerhard, Druga wojna światowa 1939–1945: informator (przy współpracy Stanisława Komornickiego, Waldemara Tuszyńskiego; Ministerstwo Obrony Narodowej 1962)
- Elżbieta Ostrowska, W Alejach spacerują „Tygrysy”. Sierpień – wrzesień 1944 (autor wstępu; Państwowy Instytut Wydawniczy 1973; seria: „Biblioteka Syrenki”)

## Ordery i odznaczenia

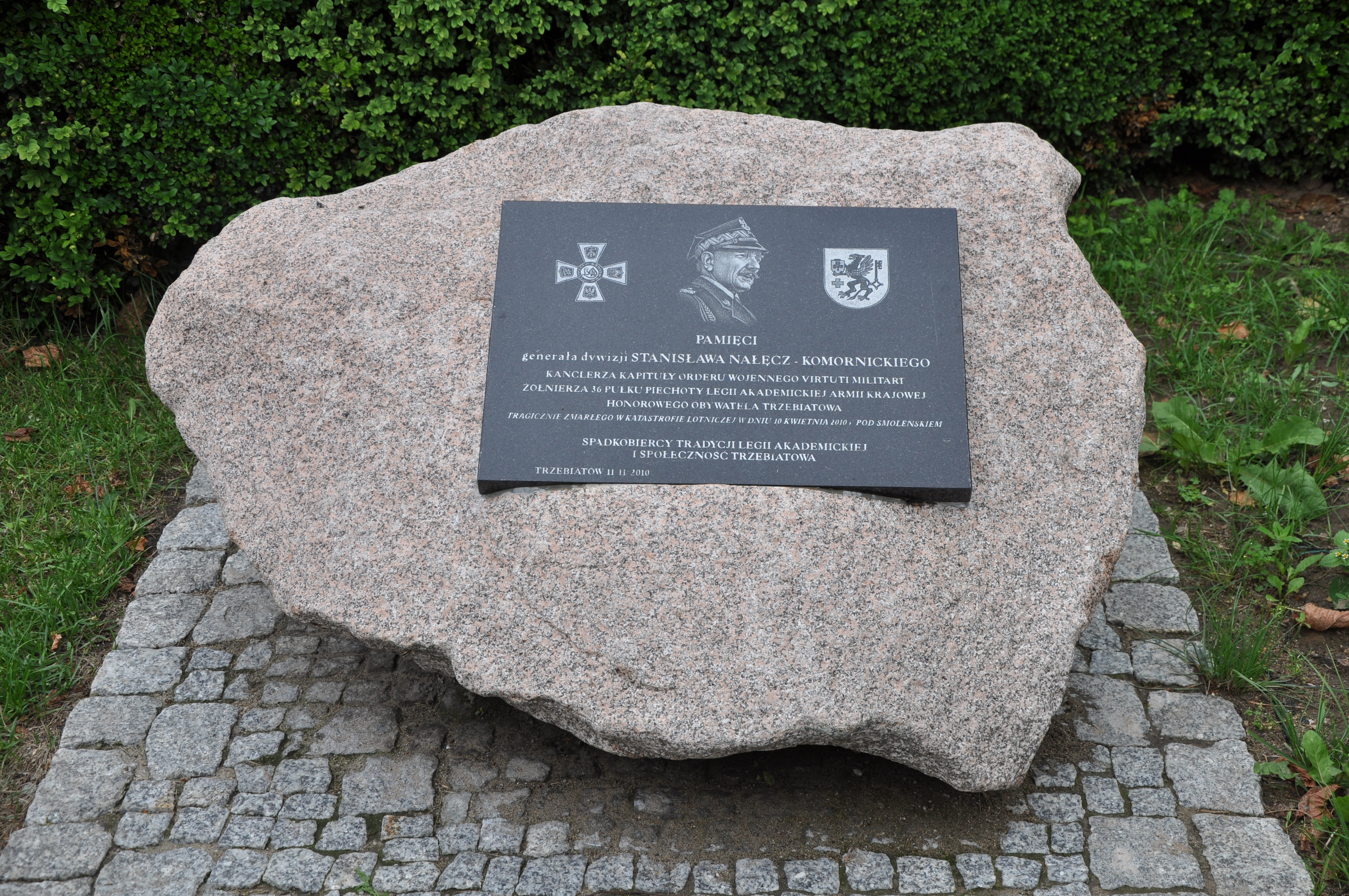
Kamień pamiątkowy z tablicą ku pamięci gen. Stanisława Komornickiego w Trzebiatowie

- Krzyż Srebrny Orderu Wojennego Virtuti Militari (1944)[17]
- Krzyż Wielki Orderu Odrodzenia Polski (11 listopada 2005)[23]
- Krzyż Komandorski z Gwiazdą Orderu Odrodzenia Polski (4 maja 1995)[24][17]
- Order Krzyża Grunwaldu III klasy (28 czerwca 1945)[17][25]
- Krzyż Kawalerski Orderu Odrodzenia Polski[17]
- Krzyż Walecznych (dwukrotnie)
- Krzyż Partyzancki
- Warszawski Krzyż Powstańczy[26]
- Krzyż Armii Krajowej
- Srebrny Medal „Zasłużonym na Polu Chwały”
- Medal „Za udział w wojnie obronnej 1939”
- Medal za Warszawę 1939–1945
- Medal za Odrę, Nysę, Bałtyk
- Medal Zwycięstwa i Wolności 1945
- Medal jubileuszowy „Czterdziestolecia zwycięstwa w Wielkiej Wojnie Ojczyźnianej 1941–1945” (ZSRR, 1985)[27]
- Medal „Bojownikom przeciwko faszyzmowi 1933–1945” (Niemiecka Republika Demokratyczna, 1970)[28]

## Nagrody
- Nagroda Ministra Obrony Narodowej (1964), za książkę Na barykadach Warszawy

## Upamiętnienie
31 marca 2011 radni miejscy podjęli uchwałę o nadaniu nazwy „Rondo gen. dyw. Stanisława Nałęcz-Komornickiego” skrzyżowaniu ulicy Serockiej z ulicą Komisji Edukacji Narodowej i aleją Marszałka J. Piłsudskiego w Wyszkowie.